# Beach Soccer Worldwide Tour 2010
Il Beach Soccer Worldwide Tour 2010 è un torneo di beach soccer a inviti organizzato dall'associazione Beach Soccer Worldwide e riservato alle squadre nazionali.

## BSWW Tour Casablanca - Casablanca, Marocco – 23-25 luglio
Dettagli

### Nazionali partecipanti
- Marocco
- Oman
- Svizzera
- Emirati Arabi Uniti

### Classifica finale
| Squadra             | G | V | V+ | P | GF | GS | DR | Pt |
| ------------------- | - | - | -- | - | -- | -- | -- | -- |
| Oman                | 3 | 2 | 0  | 1 | 14 | 12 | +2 | 6  |
| Svizzera            | 3 | 0 | 2  | 1 | 9  | 13 | −4 | 4  |
| Marocco             | 3 | 1 | 0  | 2 | 18 | 15 | +3 | 3  |
| Emirati Arabi Uniti | 3 | 1 | 0  | 2 | 9  | 10 | -1 | 3  |

| vincitore del torneo |

### Risultati
| 23 luglio 2010, ore 17:00 | Emirati Arabi Uniti | 2 – 2 (dts) (0 – 1 dcr) | Svizzera |  |

| 23 luglio 2010, ore 18:15 | Marocco | 6 – 7 | Oman |  |

| 24 luglio 2010, ore 17:00 | Svizzera | 2 – 6 | Oman |  |

| 24 luglio 2010, ore 18:15 | Marocco | 7 – 3 | Emirati Arabi Uniti |  |

| 25 luglio 2010, ore 17:00 | Oman | 1 – 4 | Emirati Arabi Uniti |  |

| 25 luglio 2010, ore 18:15 | Svizzera | 5 – 5 (dts) (2 – 1 dcr) | Marocco |  |

## BSWW Tour Sunderland - Sunderland, Inghilterra – 30 luglio–1º agosto
Dettagli

### Nazionali partecipanti
- Inghilterra
- Germania
- Grecia
- Messico

### Classifica finale
| Squadra     | G | V | V+ | P | GF | GS | DR | Pt |
| ----------- | - | - | -- | - | -- | -- | -- | -- |
| Inghilterra | 0 | 0 | 0  | 0 | 0  | 0  | 0  | 0  |
| Germania    | 0 | 0 | 0  | 0 | 0  | 0  | 0  | 0  |
| Grecia      | 0 | 0 | 0  | 0 | 0  | 0  | 0  | 0  |
| Messico     | 0 | 0 | 0  | 0 | 0  | 0  | 0  | 0  |

| vincitore del torneo |

### Risultati
| 30 luglio 2010, ore 17:00 | Messico | – | Germania |  |

| 30 luglio 2010, ore 18:15 | Inghilterra | – | Grecia |  |

| 31 luglio 2010, ore 17:00 | Messico | – | Grecia |  |

| 31 luglio 2010, ore 18:15 | Inghilterra | – | Germania |  |

| 1º agosto 2010, ore 17:00 | Germania | – | Grecia |  |

| 1º agosto 2010, ore 18:15 | Inghilterra | – | Messico |  |